# محافظة كوبا
منذ القرن السادس عشر كانت جزيرة كوبا تحت سيطرة الحاكم والقائد العام لسانتو دومينغو. نُظم غزو كوبا في العام 1510 من قبل نائب الملك الهندي المستعاد مؤخرًا دييغو كولون تحت قيادة دييغو فيلاسكيز دي كوييار الذي أصبح أول حاكم لكوبا حتى وفاته في العام 1524.
أسس فيلاسكيز مدينة نويسترا سينورا دي لا أسونسيون دي باراكوا في عام 1511، وأحضر كابيلدو عامة (مجلس حكومي محلي) لحكم كوبا والذي أَذن به ملك إسبانيا.
تم غزى إمبراطورية الآزتك من قبل إرنان كورتيس من كوبا. تأسست كوبا في إسبانيا الجديدة بعد فتح المكسيك.